# Чехословацький військовий флот

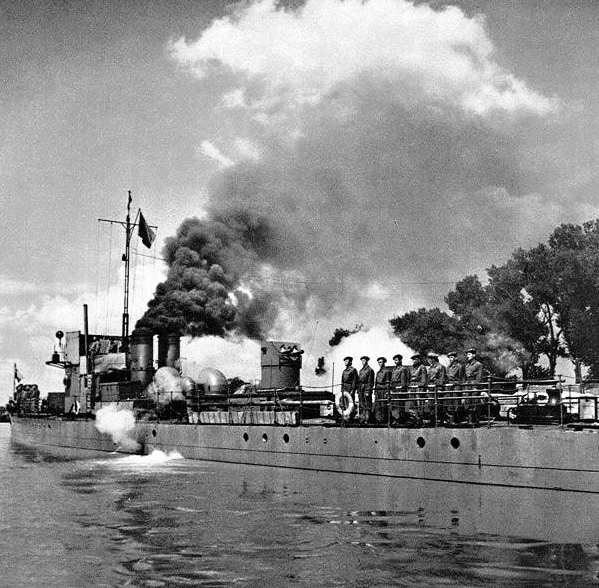
Флагман річкових сил Чехословаччини, «President Masaryk»

Чехословацька Дунайська флотилія — умовна назва річкових сил Чехословаччини на Дунаї та його притоках, підрозділи яких були створені після розпаду Австро-Угорської імперії. Історично майже весь час входили до складу інженерних частин Чехословацької армії.

## Історія (1918—1939)
Першим чехословацьким військово-морським формуванням, ще до створення держави Чехословаччина, став Морський відділ, утворений у Владивостоці солдатами чехословацького корпусу в травні 1918 року. Відділ використовував російські пароплави «Надежный» і «Смельчак». На початку 1920 року були залучені два нових судна — «Стрелок», що використовувався в якості тральщика, і «Доброволец». Кораблі ходили під червоно-білим прапором. 3 вересня 1920 року останні вояки чехословацького корпусу покинули Владивосток на американському військовому транспорті «Хеффрон» (USAT Heffron). 3 кораблі були повернуті росіянам, а один переданий японцям, сам же Морський відділ був розпущений після повернення солдатів на батьківщину.
Датою народження чехословацьких військово-морських сил можна вважати листопад 1918 року, коли у щойно створеному Міністерстві народної оборони було сформовано самостійне Командування морських сил. Йому підпорядкували Морський батальйон, в який увійшли моряки колишнього австро-угорського флоту. Дві роти були сформовані в 1918 році і взяли участь у боях з угорцями в Словаччині, ще дві роти були створені в наступному році. Так само були створені дві батареї 90-мм зенітних гармат «Шкода» біля гирла річок Іпель і Грон.
У 1919 році були сформовані Загін чехословацького військового флоту на Лабі (з базою в Літомержице) і Загін чехословацького військового флоту на Дунаї (з базою в Братиславі).
На початку 1920 року Командування морських сил переформували в 34-й (корабельний) відділ Міністерства народної оборони. На цей момент в наявності на Лабі було 12 різних катерів, що дісталися від Австро-Угорської імперії. У тому ж році їх перевезли залізницею до Словаччини, тому літомержицький підрозділ став просто кадровим. Берегові батареї позбавили «морського статусу» — вони увійшли до складу нового полку зенітної артилерії. 1 лютого 1922 року Лабська флотилія припинила своє існування, її особовий склад перевели в 1-й інженерний полк в Терезині. Офіцери і мічмани, які служили ще на Далекому Сході, були переведені на Дунай. Там до цієї ж дати створили окремий Водний батальйон. Він входив до складу інженерних військ, але розцінювався як самостійний підрозділ для дій на річці. Його підсилили мостовою ротою з братиславського 4-го інженерного полку. Отже, цей підрозділ складався тепер із штабу, корабельної, мінної, мостової і запасної рот. У 1924 році його перейменували в Мостовий батальйон.
У 1934 році в Братиславі було створено 6-й інженерний полк, в який Водний батальйон передав частину штабу, корабельну і мінну роти. Вони увійшли до складу Річкового батальйону (у полку був ще будівельно-електротехнічний батальйон). Мостову роту батальйону (разом з приданими їй катерами) розділили між іншими інженерними полками, насамперед — передали братиславському 4-му. Цей статус-кво залишався аж до падіння Республіки Чехословаччина в березні 1939 року. Тоді кораблі та катери успадкувала Словацька республіка, але вона власних військово-морських сил не створювала, а вже через місяць передала кораблі Німеччині.
За умовами мирних договорів Чехословаччина не отримувала кораблі колишньої австро-угорської флотилії: не було великої зацікавленості уряду в розвитку і утриманні флотилії.
Основні сили річкових сил склали катери різного призначення — сторожові, мінні, буксирні. Судна для чехословацької  флотилії будували на верфі в Усті-над-Лабем, заводах «Шкода» (Комарно) і «Прага» (Прага-Либна). Найбільшим кораблем і флагманом флотилії став канонерський човен (монітор) «Президент Масарик», розроблений і побудований за зразком колишніх австро-угорських канонерських човнів типу «Вельс», що мав більше 200 т водотоннажності і був озброєний чотирма 66-мм гарматами і вісьмома кулеметами. До 1939 року заклали ще тільки два більш менш великих плавзасоби — 60-тонні мінні загороджувачі OMm 35 і OMm 36, з яких встигли добудувати лише перший.

## Історія (1946—1959)
В кінці 1946 року в Братиславі був сформований 14-й окремий інженерний батальйон у складі корабельної та мінної рот, на озброєнні яких було шість катерів. Через чотири роки його включили до 52-го понтонного полку, в структурі якого сформували окрему корабельну роту зі взводом бойових суден і взводом річкового мінування. І, нарешті, в 1957 році річкові сили були переформовані в роту річкової охорони.
У 1947-51 роках у стрій вступили 6 катерів різного призначення та 3 мінні баржі, а також кілька веслових човнів та катамаранів. Такою була повоєнна флотилія Чехословаччини.
У 1959 році за рішенням Ради ОВД в Будапешті функції оборони на Дунаї передали радянській Дунайської флотилії. Чехословацька рота річкової охорони була розформована, а її плавзасоби передали цивільним організаціям. У різних армійських підрозділах і державних відомствах надалі використовували лише кілька озброєних суден.

## Корабельний склад

### 1918—1939

#### Кораблі
Канонерський човен (офіційно— «патрульний корабель»— «hlídková loď») President Masaryk, завод «Шкода», Комарно. 214 т, 50 × 6 × 1,07 м. 2 парові турбіни = 2300 к. с. = 31 км/год. Озброєння: 4 66-мм гармати, 8 кулеметів, до 10 мін. У 1939 році включений до складу німецької Дунайської флотилії під назвою «Бехеларен» (Bechelaren), у 1945 році перейшов під контроль американських сил, повернутий Чехословаччині в кінці 1947 року, потому використовувався для  цивільних потреб.
Мінний загороджувач (pancérová minonoska) OMm 35, завод «Шкода», Комарно. Вступив в дію в жовтні 1938 року. 60 т, 31 × 4,16 × 0,92 м. 2 дизельних двигуни = 900 к. с. Озброєння: 4 кулемети, до 22 мін. Будівництво другого загороджувача OMm 36 було завершено влітку 1939 року. Передані словаками німцям у травні 1939 року. Включені до німецької Дунайської флотилії під позначеннями FM 1 і FM 2. У 1940 році продані румунам. У 1944 році, після капітуляції Румунії, загороджувачі передані СРСР.

#### Катери
Буксирні катери (vlečné čluny lehké) OMvl 21 — OMvl 26 (до 1924 року: Mv 25 — 30 Mv), перші чехословацькі судна, що увійшли в стрій у 1919 році. Побудовані в 1917-19 роках на верфі в Усті-над-Лабем, заводами в Будапешті і Лінці за проектом інженерних катерів (Pionierboote) австро-угорської армії. 8,5 т, 9 × 2,2 × 0,65 м. 2 бензинові двигуни = 22 км/год. Озброєння відсутнє. Екіпаж 6 осіб.
Катери (spojovaci čluny otevrené) OM 38 і OM 39 (до 1924 року: Mv 31 і Mv 32), роки служби: 1919-?. 6,6 × 1,6 × 0,76 м. 1 бензиновий двигун = 12 к. с. Куплені у фірми «Еппель» у Відні.
Бронекатери (délové čluny) OMd 1 і OMd 2 (до 1924 р. Md 1 і Md 2), верф в Усті-над-Лабем, роки служби: 1920-34. 35 т, 21 × 4 × 1,6 м. 1 дизельний двигун = 20 км/год. Озброєння: 2 75-мм гірських гармати, 2 кулемети.
Мінні катери (minové čluny) OMm 33 і OMm 34, верф в Усті-над-Лабем, перебудовані в 1923—24 роках на сторожові катери Ms 5 і Ms 6, роки служби: 1924—38. 24 т, 16,9 × 2,8 × 0,8 м. 1 дизельний двигун = 20 км/ч. Озброєння: 1 кулемет, до 7 мін. 6 осіб.
Легкі буксирні катери (vlečné čluny lehké) OMvl 27 і OMvl 28, завод «Шкода», Комарно, роки служби: 1924-?. 9,6 × 2,2 × 1,1 м. 2 бензинові двигуни = 110 к. с.
Сторожові катери (hlídkové čluny) OMh 3, OMh 4, OMh 5, верф в Усті-над-Лабем, добудовані катери, аналогічні Ms 5 і Ms 6, що призначалися імперському флоту, роки служби: 1924—39. 24 т, 16,9 × 2,8 × 0,8 м. 1 бензиновий двигун = 20 км/ч. Озброєння: 2 кулемети. 9 осіб.
Великі буксирні катери (vlečné čluny těžké) OMvt 31 і OMvt 32, завод «Шкода», Комарно, ввійшли в стрій у 1933-34 роках. 30 т, 16,25 × 3,1 × 0,75, 2 дизельні двигуни = 22 км/год. Озброєння: 2 кулемети. 6 осіб. У травні 1939 року передані словаками німцям і служили в Лінці.
Сторожові катери (strážní čluny) OMs 12, OMs 13, OMs 15 — OMs 22, побудовані в Празі, ввійшли в стрій у 1934-36 роках. 10 т, 11,7 × 2 × 0,7 м. 1 дизельний двигун = 65 к. с. = 25 км/год. Озброєння: 1 кулемет. 6 осіб.
Невідомий катер, званий vedetta, відомий з фотографій, став у стрій близько 1932 року. 10-12 × 2-2,5 м. Озброєння: 1 кулемет. Можливо, що це один з перероблених катерів серії OMs 12-22 (OMs 14?).

#### Баржі
7 барж, завод «Шкода», Комарно, роки служби 1923-?. 16х3х1,4 м. Не мали силових установок. Призначення і доля невідома.
Мінні баржі (minové pracovní prámy) MiP I, MiP II, завод «Шкода», Комарно. Вступили в дію в 1935-36 роках 21 т, 15,6 × 4 × 0,54 м. Озброєння: до 22 мін. 14 осіб. Не мали силових установок, для їх буксирування були визначені катери OMvt 31 і 32. У травні 1939 року передані словаками німцям і служили в Лінці, знищені в кінці війни.
Мінна баржа K. L., завод «Шкода», Комарно, роки служби 1937-?. 14 × 3,8 × 1,1 м. Не мала силової установки. Озброєння: до 10 мін. 5 осіб.

### 1946—1959
Мінний катер (minovy člun) № 1, служив у 1947-59 роках. 26 т, 16 × 3 × 0,7 м. 2 дизельні двигуни = 150 л. с. = 20 км/год. Озброєння: без постійного. 5 осіб. Колишній угорський тральщик типу AM, потоплений поблизу Комарно і відновлений чехословаками.
Мінний катер (minovy člun) № 2. Колишній довоєнний буксирний катер OMvt 31.
Сторожові катери (hlídkové čluny) № 1 та № 2, служили в 1947-59 роках. 10 т, 15,9 × 3 × 0,85 м. 2 дизельні двигуни = 360 к. с. = 31 км/год. Озброєння: 1 20-мм зенітна гармата, 1 кулемет. 6-8 чоловік. Колишні німецькі штурмові катери (Pioniersturmboot 42), добудовані чехословаками. У 1959 році передано для цивільного використання, служили на Дунаї і словацьких озерах.
Сторожовий катер (zvédny člun), служив у 1948-59 роках. 9 т, 15,9 × 3 × 0,8 м. 2 дизельні двигуни = 360 к. с. = 32 км/год. 5 осіб. Колишній німецький штурмовий катер, добудований чехословаками. У 1959 році передано для цивільного використання.
Бронекатер (délovy člun) DC-1, служив у 1949-59 роках. 35 т, 20,1 × 4,2 × 0,9 м. 2 бензинові (з 1954 року — 2 дизельні) двигуни = 1000 к. с. = 30 км/год. Озброєння: 1 75-мм гармата, 4 × 20-мм зенітна гармата. 10-12 чоловік. Колишній німецький катер ППО (Pioniersicherungsboot Pi-Si 43). У 1959 році переобладнано на пожежний катер.
Мінні баржі (minové pracovní prámy) № 1, № 2 і № 3, завод «Шкода», Комарно, аналогічні довоєнним MiP I і MiP II, увійшли до складу підрозділу в 1951 році.